# NGC 3582
NGC 3582 је емисиона маглина у сазвежђу Прамац која се налази на NGC листи објеката дубоког неба.
Деклинација објекта је - 61° 16' 24" а ректасцензија 11h 12m 11,9s. Привидна величина (магнитуда) објекта NGC 3582 износи 14,0. NGC 3582 је још познат и под ознакама ESO 129-EN10.